# Mamutčevo
Mamutčevo (makedonska: Мамутчево) är en ort i Nordmakedonien. Den ligger i kommunen Veles, i den centrala delen av landet, 40 kilometer sydost om huvudstaden Skopje. Mamutčevo ligger 394 meter över havet och antalet invånare är 410.